# Sheffield Lancers
Gli Sheffield Lancers furono una squadra britannica di hockey su ghiaccio di Sheffield, Inghilterra, che giocò le partite casalinghe al Queens Road Ice Rink fra il 1970 ed il 1980.
I Lancers giocarono inizialmente nella Southern League prima di passare nel 1978 alla English League North, di cui vinsero il titolo inaugurale.
Nel 1980 il club si trasferì a Nottingham e divenne la seconda ed attuale versione dei Nottingham Panthers.